# Древние скандинавы

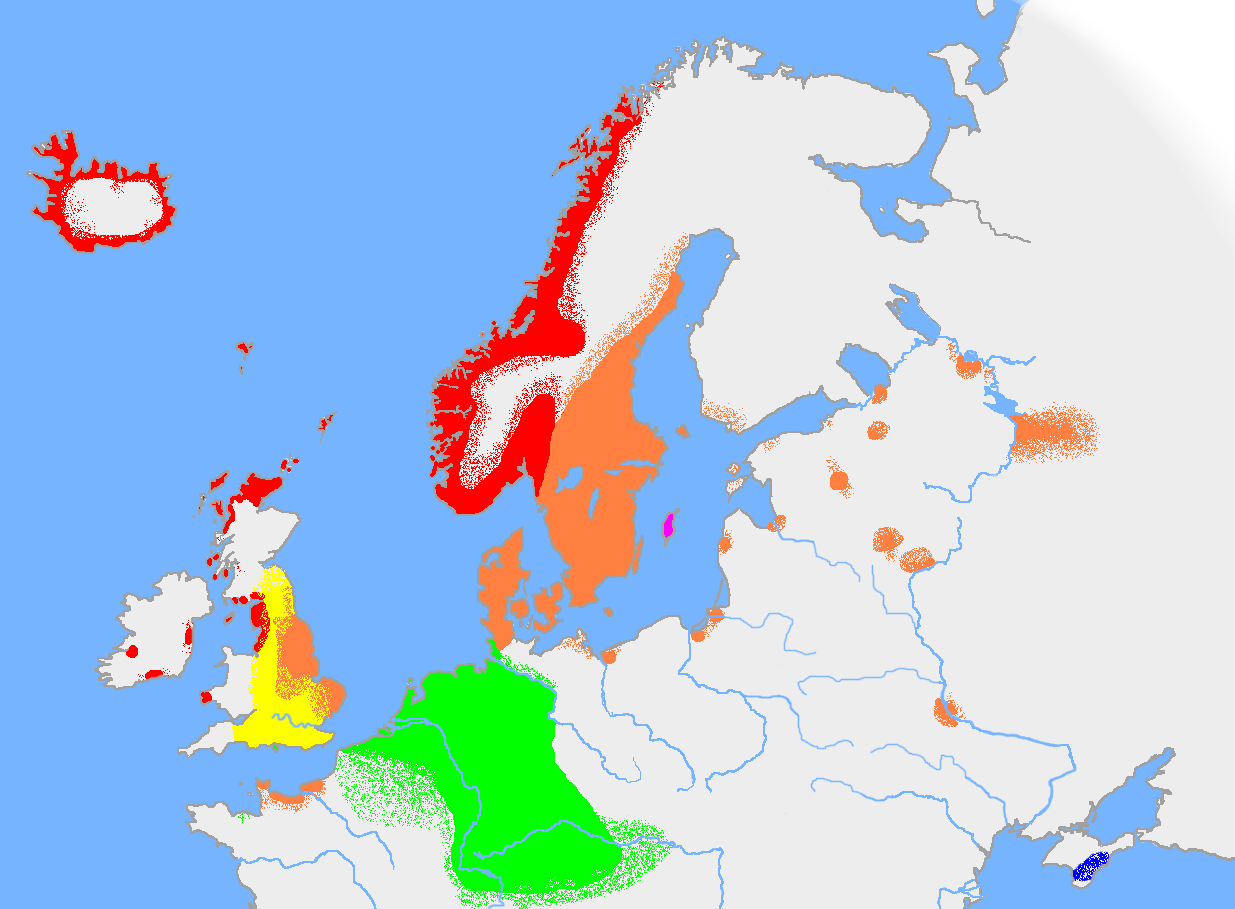
Примерная распространенность древнескандинавского и других германских языков в начале х века нашей эры: западноскандинавский — отмечено красным, восточноскандинавский — оранжевым

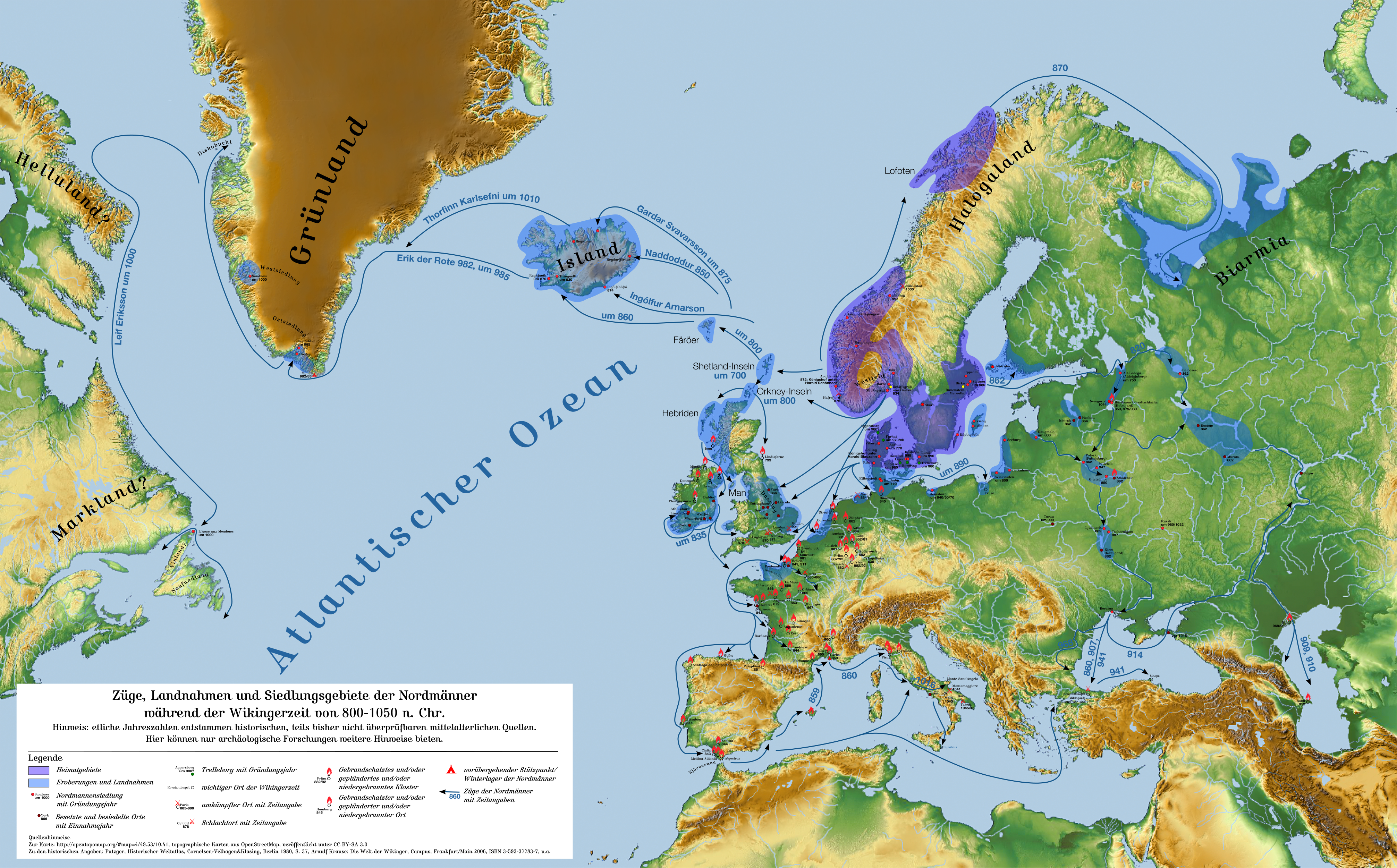
Исследование и маршруты расширения территории cкандинавов

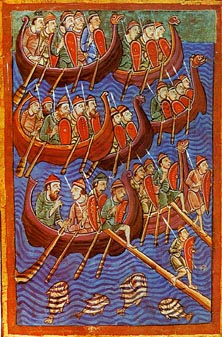
Вторжение рыболовов данов в Англию. Иллюминированная иллюстрация 12-го века Житие святого короля-мученика Эдмунда (Библиотека и музей Моргана)

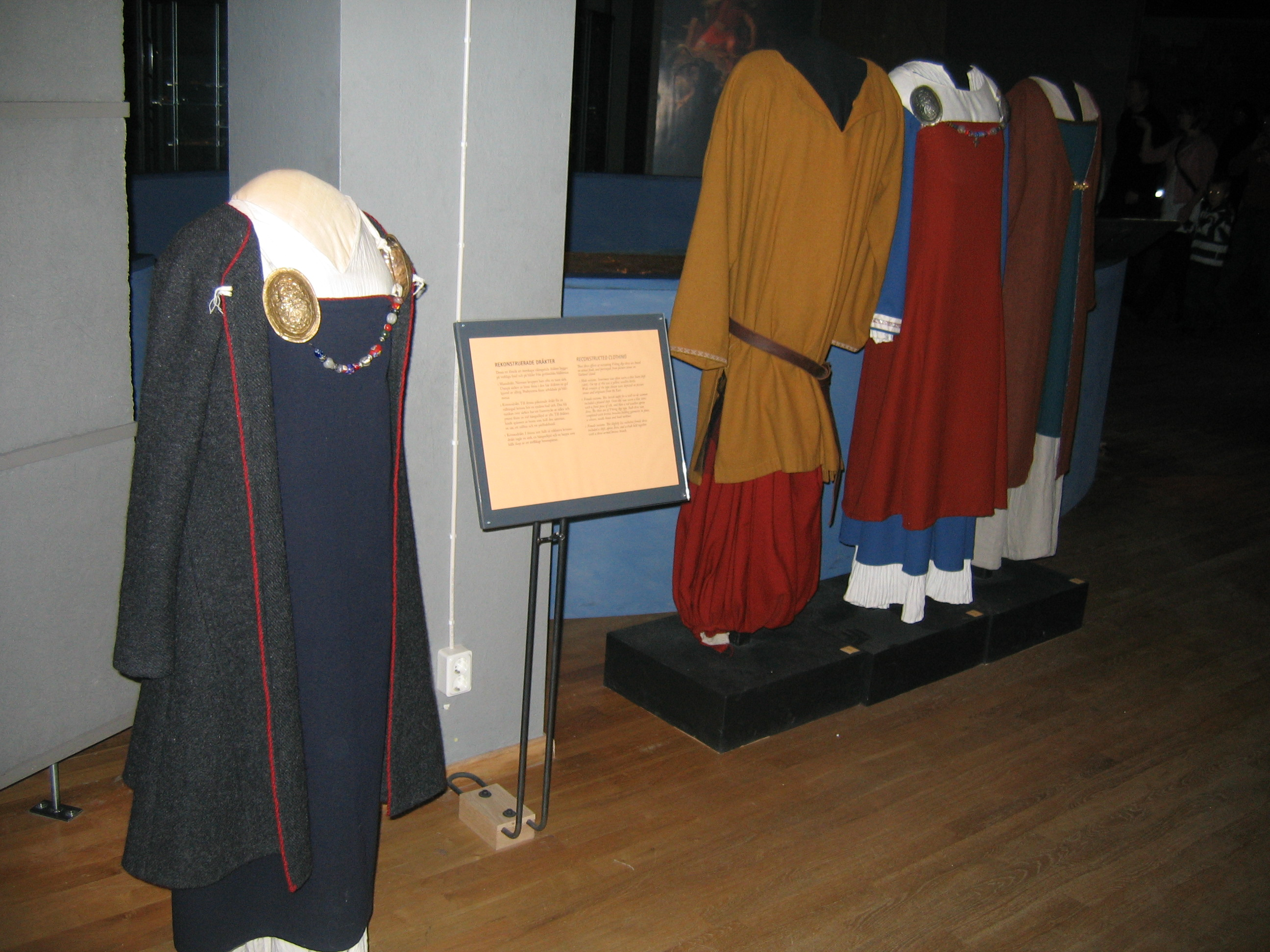
Одежда викингов в Историческом музее в Стокгольме

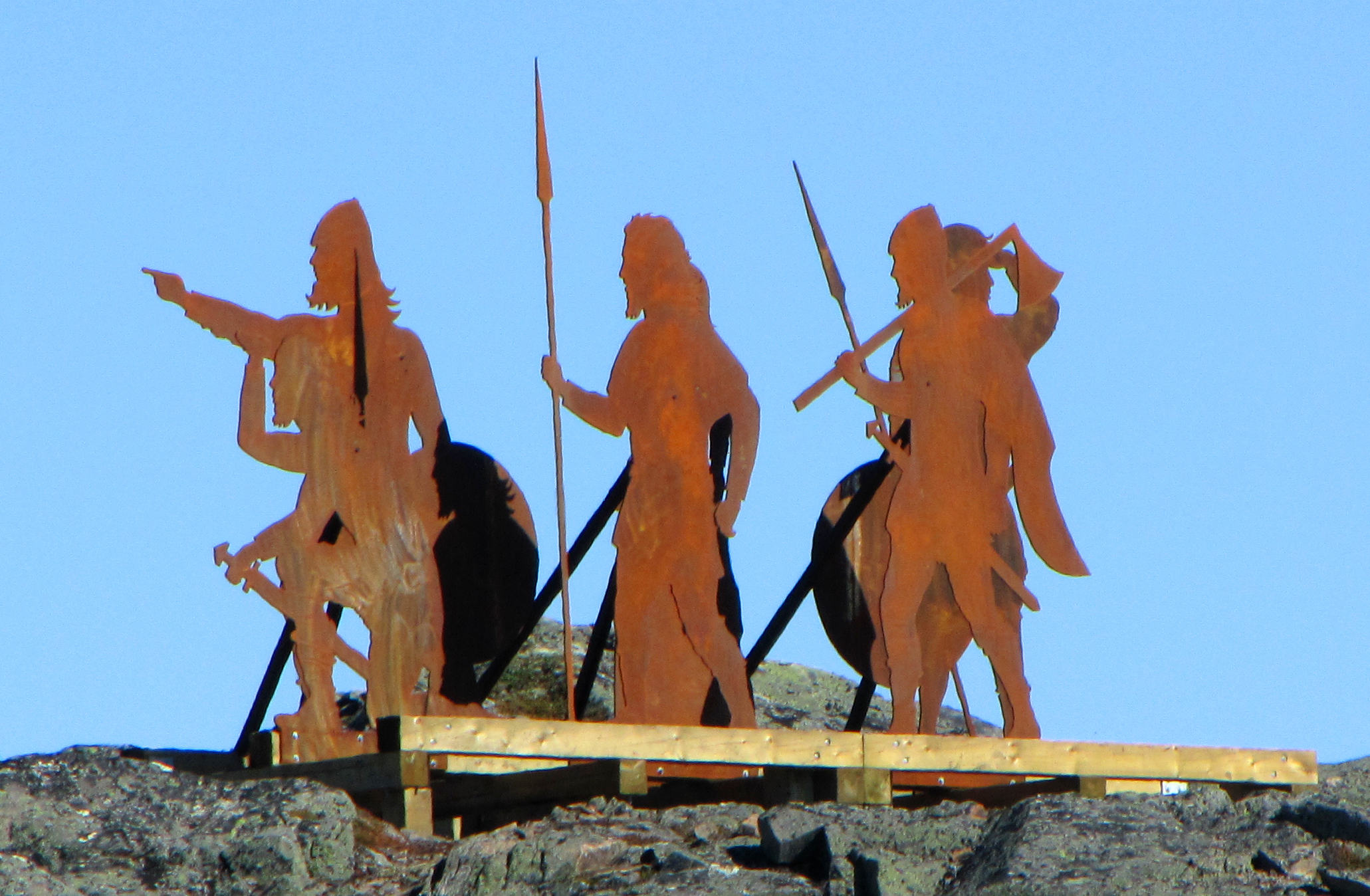
Статуи норвежских исследователей в Л’Анс-о-Медоуз

Древние скандинавы — группа германских племён, населявших Скандинавию между 800 и 1300 гг. н. э. и говоривших на древнескандинавском языке. Их язык принадлежит к ветви скандинавских языков индоевропейской языковой семьи и является предшественником современных германских языков Скандинавии. В конце VIII века скандинавы начали широкую экспансию по всем направлениям. Это было начало Эпохи викингов.
В научных кругах англоязычных стран XIX века Эпоха викингов, мореплавание и морская торговля, поселенцы и войны — всё относилось к общему понятию викинги. Древние скандинавы создали страны и поселения на территории современных Англии, Шотландии, Исландии, Уэльса, Фарерских островов, Ирландии, России, Белоруссии, Гренландии, Франции, Бельгии, Украины, Финляндии, Эстонии, Латвии, Литвы, Германии, Польши и Канады, а также в Южной Италии.

## История терминов «скандинав» и «норманн»
Слово Norseman («скандинав») впервые появляется в английском языке в начале XIX века: самое раннее упоминание было сделано в третьем издании Оксфордского словаря английского языка в статье о поэме Вальтера Скотта 1817 года «Гарольд Бесстрашный». Слово произошло от прилагательного Norwegian («норвежский»), заимствованного английским языком из нидерландского в XVI веке, и имело значение «норвежский», которое во времена Вальтера Скотта приобрело значение связанного со Скандинавией или её языком, особенно в древние или средневековые времена, поэтому, как и современное использование слова «викинг», слово «скандинав» не имело особого хождения в Средние века.
Понятие Norseman («скандинав») имеет созвучное понятие Northman («норманн»). Оно применялось по отношению ко всем людям, говорящим на древнескандинавском языке, которых можно было встретить в Средние века. Слово Nortmann («норманн») на древнефранкском языке было латинизировано как Normannus и широко использовалось в письменах на латыни. Затем латинское Normannus вошло в старофранцузский язык как Normands, и от этого слова уже произошло название Normans («норманны») и Normandy («Нормандия»), в которой в десятом веке поселились скандинавы.

## Другие названия
У современных ученых термин «викинги» является общим при описании набегов скандинавов, особенно связанных с нападениями скандинавов и разграблением монастырей на Британских островах, но в то время этот термин не использовался. На древнескандинавском и староанглийском языках это просто означало «пират».
Германцы также называли скандинавов Ascomanni, ashmen («мусорщики»), кельты называли их Lochlanach («скандинавы»), а англосаксы — Dene (данами).
Гэльские термины Finn-Gall («норвежский викинг» или «норвежский»), Dubh-Gall («датский викинг» или «датский») и Gall Goidel («чужеземный гэльский») использованы для людей норвежского происхождения в Ирландии и Шотландии, ассимилированых кельтами. Дублинцы называли их Ostmen, или восточные люди, и название Oxmanstown (район в центре Дублина) происходит от названия одного из их поселений; они также были известны как Lochlannaigh, или «озёрные люди». 
В восьмом веке угроза набегов викингов нависла над всем государством пиктов. Эти викинги были язычниками и дикарями самого безудержного и безжалостного толка. Они состояли преимущественно из норвежских викингов или норвежцев, и из датских викингов или данов. Последние представляли собой смешанный род, некоторые из них происходили из гуннских племён.
—  Арчибальд Блэк Скотт, «Пиктская нация, её люди и её церковь»
Однако британское представление о происхождении викингов не совсем верна. Те, кто совершал грабительские набеги на современную Великобританию, жили на территории сегодняшней Дании, в Сконе, на западном побережье Швеции и Норвегии (вплоть до 70-й параллели) и вдоль шведского побережья Балтийского моря до 60-й широты и озера Меларен. Они также пришли с острова Готланд (Швеция). Граница между скандинавами и более южными германскими племенами, Даневирке, сегодня пролегает примерно к югу от датско-немецкой границы. Самые южные викинги жили не севернее Ньюкасла-апон-Тайна и шли на Британские острова чаще с востока, чем с севера.
Северная часть Скандинавского полуострова (за исключением норвежского побережья) была мало населена норвежцами, поскольку её населяли преимущественно саамы, коренные жители северной Швеции и обширных территорий Норвегии, Финляндии и Кольского полуострова (территория современной России).
Славяне, арабы и византийцы знали их как русов' или Rhōs (Ῥῶς), вероятно происходящего от различных производных слова rōþs-, то есть «хождение на веслах», или от названия области Руслаген в восточно-центральной Швеции, где возникло большинство поселений викингов, побывавших на славянских землях. Сегодня ряд археологов и историков считает, что эти скандинавские поселения на славянских землях дали названия странам Россия и Беларусь.
Кроме того, славяне и византийцы называли их варягами, а скандинавские телохранители византийских императоров были известны как «варяжская стража».

## Использование в современном языке
В древнескандинавском языке термин norrœnir menn (northern people) соответствует современному английскому термину скандинавы и относится к шведам, датчанам, норвежцам, жителям Фарерских островов, исландцам и т. д.
Современные скандинавские языки имеют общее слово для обозначения скандинавов: nordbo (на шведском: nordborna, на датском: nordboerne, на норвежском: nordboerne или nordbuane для определения множественного числа), которое использовалось как применительно к древним людям, так и к современникам, живущим в скандинавских странах и говорящих на одном из скандинавских германских языков.
Слово викинги (Vikinger на датском и на букмоле; Vikingar на шведском и на нюношке) не используется для обозначения скандинавов как коренного населения. «Викинг» — это название определённой деятельности / занятия («набег»), а не демографической группы. Викинги были людьми (любой этнической принадлежности или происхождения), участвовавшими в набегах (известны как «походы викингов»).
Иногда Финляндия также упоминается как «скандинавская страна». Финский язык не принадлежит к германской языковой группе и даже не является индо-европейским языком, но Финляндия в течение почти шести веков была частью Швеции (с конца XII века до 1809 года), и около 6 % финского населения по-прежнему используют шведский язык в как основной. На Аландских островах шведский на сегодняшний день является доминирующим языком, поскольку основное население — это этнические шведы, при этом административно территория входит в состав Финляндии с 1917 года. В других регионах Финляндии доля шведскоязычных граждан снижалась, начиная с 1917 года, после Революции в России, когда Финляндия получила независимость. Исландия, Гренландия и Фарерские острова также географически отделены от Скандинавского полуострова, поэтому обозначение северные страны объединяет страны Скандинавии, Исландию, Гренландию, Фарерские острова и Финляндию.